# Wilhoit, Arizona
Wilhoit je naseljeno područje za statističke svrhe u američkoj saveznoj državi Arizona. Prema popisu stanovništva iz 2010. u njemu je živjelo 868 stanovnika.